# La jolie fille de Perth
La Jolie fille de Perth (Den vackra flickan från Perth) är en fransk opera i fyra akter med musik av Georges Bizet och libretto av Jules-Henri Vernoy de Saint-Georges och Jules Adenis, efter Walter Scotts roman The Fair Maid of Perth (1828).

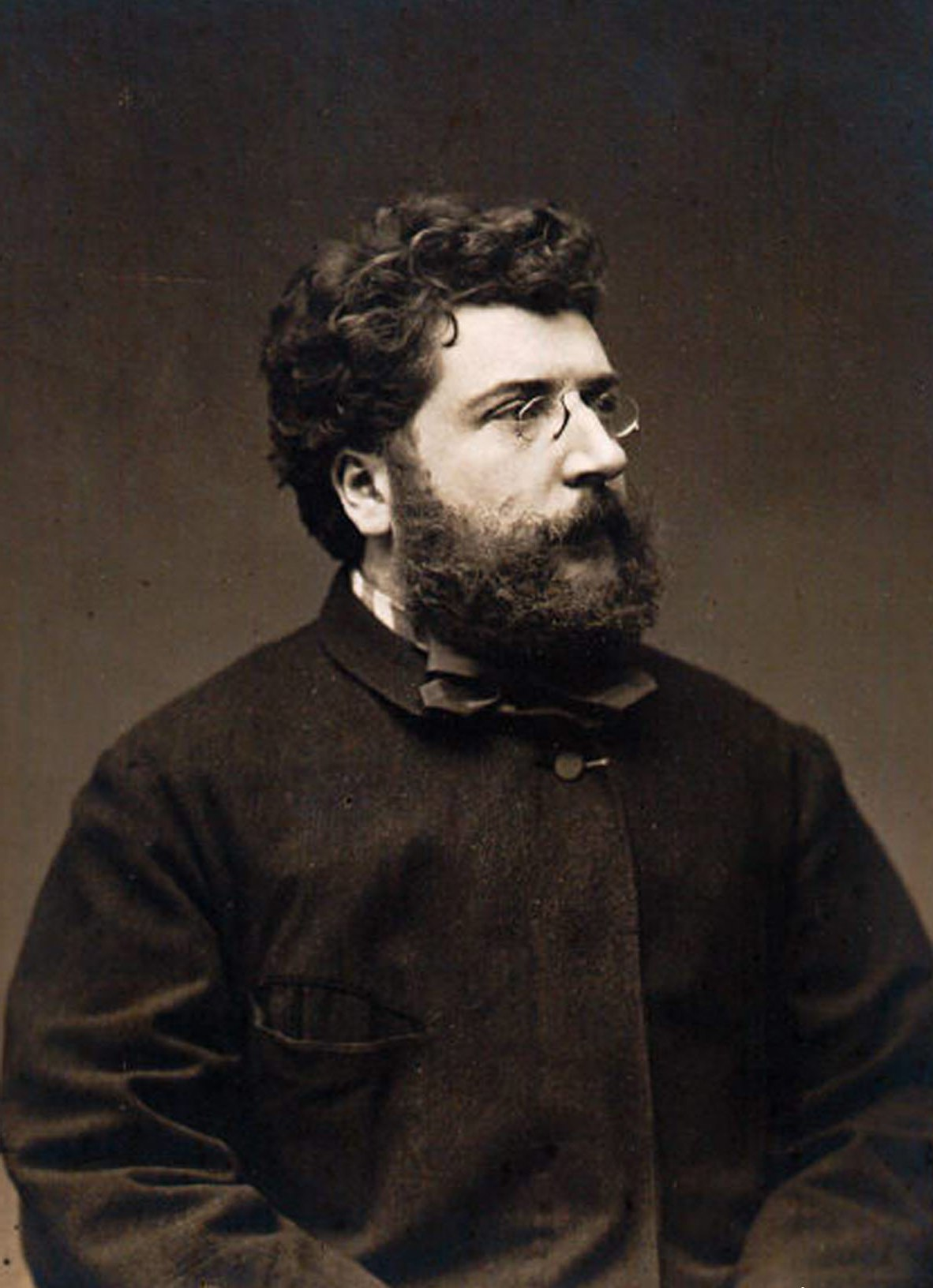
Georges Bizet

## Historia
Bizet började tonsätta operan i juli 1866 och var färdig mot slutet av samma år. Bizet hävdade att han hade ignorerat Saint-Georges mest triviala verser och forcerade rytmer. Librettot bestod mestadels av operamässiga klichéer och otroliga händelser, vilka hade väldigt lite att göra med Scotts roman. La jolie fille de Perth hade premiär den 26 december 1867 på Théâtre Lyrique i Paris och var den enda av Bizets operor som blev väl mottagen på premiären. Trots den fina kritiken lades operan ned efter bara 18 föreställningar. För att ge efter för publiksmaken hade Bizet skrivit huvudrollen för en koloratursopran som var tänkt för Kristina Nilsson, men vid premiären sjöngs rollen av Jeanne Devriès.
Med operan återvände Bizet till en operastil som påminde om Charles Gounods och Ambroise Thomas lättare verk. En stor del av musiken påminner om och föregår Carmen. I akt II förekommer Bizets dittills mest lyckade förening mellan ord och musik: Ralphs sentimentala (och ofta utförda konsertaria) "Quand la flamme", och i akt III finns en menuett (spelad utanför scenen), vilken nu är känd som ett av numren i den andra sviten av L'arlésienne. Den osannolika handlingen i akt IV inspirerade aldrig Bizet och operan slutar lamt. Hade Bizet komponerat en aktfinal lika stark som den andra skulle verket säkerligen ha renderat en plats som ett mindre mästerverk.

## Personer
- Henri Smith, vapensmed (tenor)
- Cathérine Glover (sopran)
- Simon Glover, hennes fader, handskmakare (bas)
- Mab, zigenardrottning (sopran)
- Ralph, Glovers lärling (basbaryton)
- Le Duc de Rothsay, hertigen av Rothsay (baryton)
- En av hans betjänter (tenor)
- Hans hovmästare (bas)
- En arbetare (bas)

## Handling
Handlingen utspelas i Perth i Skottland på 1300-talet.

### Akt I
Vapensmeden Henri Smith ger tak över huvudet åt zigenarflickan Mab som förföljs av en skock ynglingar, men då handskmakaren Simon Glover kommer in med sin vackra dotter Cathérine gömmer hon sig. Henri är förälskad i Cathérine och ger henne med faderns välsignelse en förgylld blomma. Henri får en förnäm kund, hertigen av Rothsay, som dock snabbt visar intresse för den vackra Cathérine och till Henris irritation inviterar henne till slottet. De båda männen står just i begrepp att börja slåss då Mab dyker fram ur sitt gömställe, och Cathérine missförstår hennes närvaro så till den grad att hon i vredesmod kastar ifrån sig den förgyllda blomman som Henri har gett henne. Mab tar upp den.

### Akt II
Hertigen planerar att enlevera Cathérine med Mabs hjälp. Mab har emellertid varit hans älskarinna och vill därför träda i Cathérines ställe. Henri sjunger en serenad för Cathérine men hon visar sig inte. I stället ser hennes beundrare Ralph en kvinna iförd Cathérines kläder bege sig till slottet med hertigens hovmästare. Han tillkallar Glover och Henri, men när de har skyndat bort efter den förmodade Cathérine ser Ralph till sin förbluffelse den verkliga Cathérine komma fram i fönstret som ett tecken på att hon har hört Henris serenad.

### Akt III
Hertigen festar med några vänner då den maskerade damen kommer. Han känner inte igen Mab utan kurtiserar henne med samma ord som han förr sagt till hennes själv, och under deras möte lägger hertigen beslag på den förgyllda blomman som Mab har tagit vara på. Henri har gömt sig på slottet, och när Glover kommer med sin dotter för att be om tillstånd till Cathérines vigsel med Henri erkänner han att det ändå inte var hon som enleverades. Då han ser blomman på hertigens bröst vägrar han trots allt att gifta sig med Cathérine.

### Akt IV
Ralph försöker övertyga Henri om att Cathérine är oskyldig, men när det inte lyckas utmanar han Henri på duell och Cathérine mister förståndet av skräck. Hertigen stoppar emellertid duellen. Henri sjunger åter en serenad för Cathérine och då får hon förståndet tillbaka.